# 대한민국 민법 제256조
대한민국 민법 제256조는 부동산에의 부합에 대한 민법 물권법 조문이다.

## 조문
제256조(부동산에의 부합) 부동산의 소유자는 그 부동산에 부합한 물건의 소유권을 취득한다. 그러나 타인의 권원에 의하여 부속된 것은 그러하지 아니하다.

第256條(不動産에의 附合) 不動産의 所有者는 그 不動産에 附合한 物件의 所有權을 取得한다. 그러나 他人의 權原에 依하여 附屬된 것은 그러하지 아니하다.

## 판례
농작물의 경우 부합의 법리를 적용하지 않기 때문에 권원이 있든 없든 언제나 경작자에게 귀속한다